# Jarosław Miklasiewicz

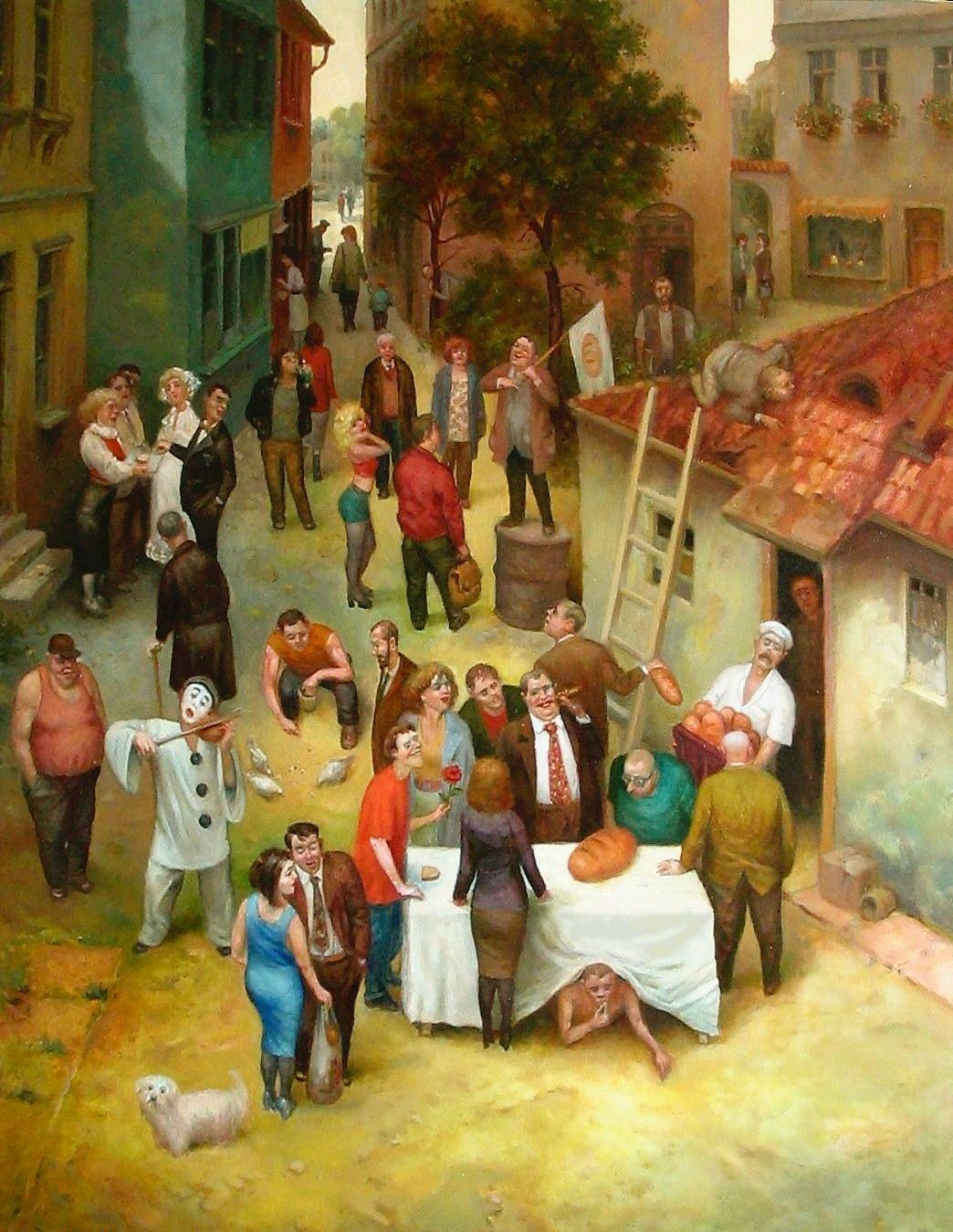

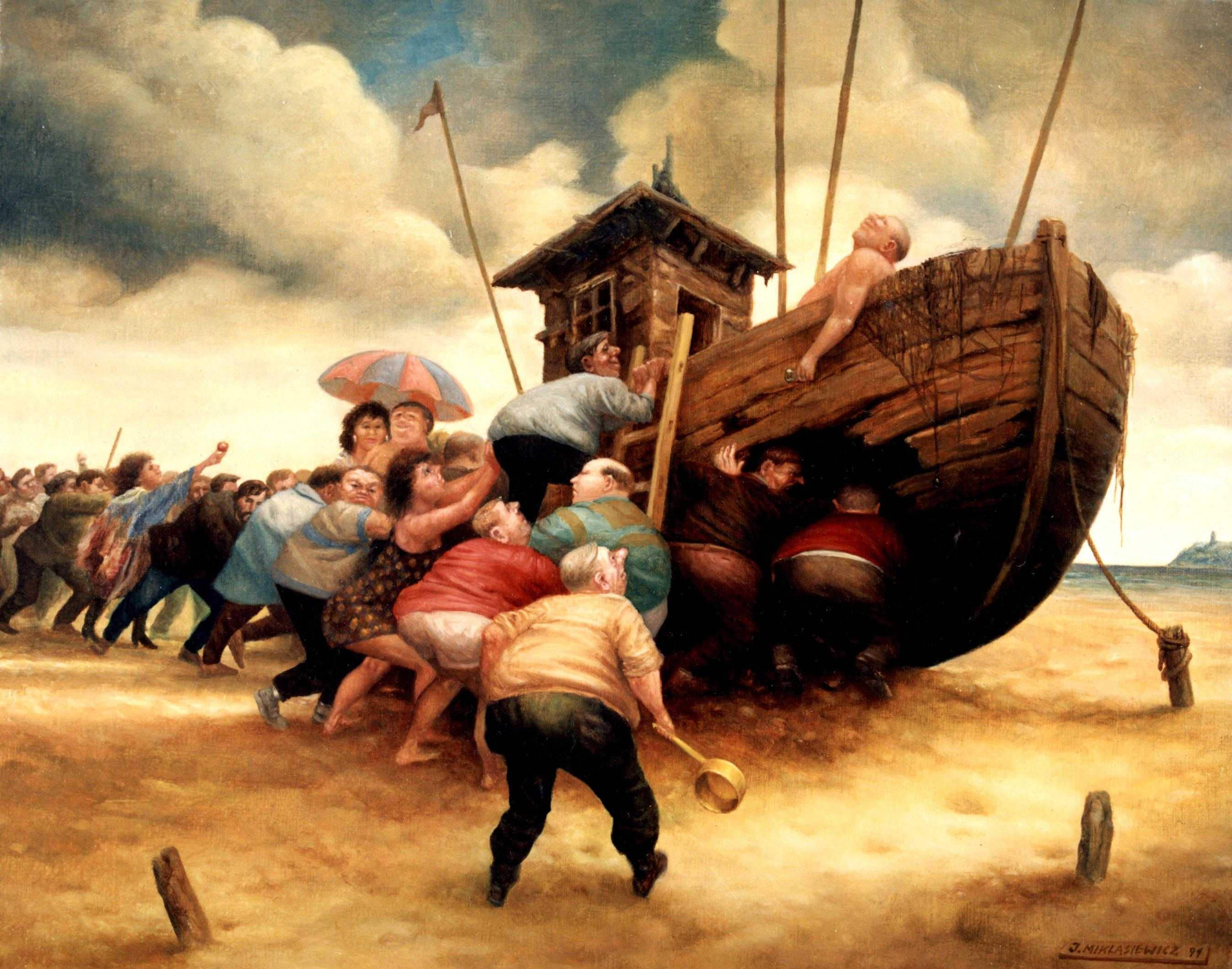
"Barka" 50x65 cm 1991 r. olej na płótnie

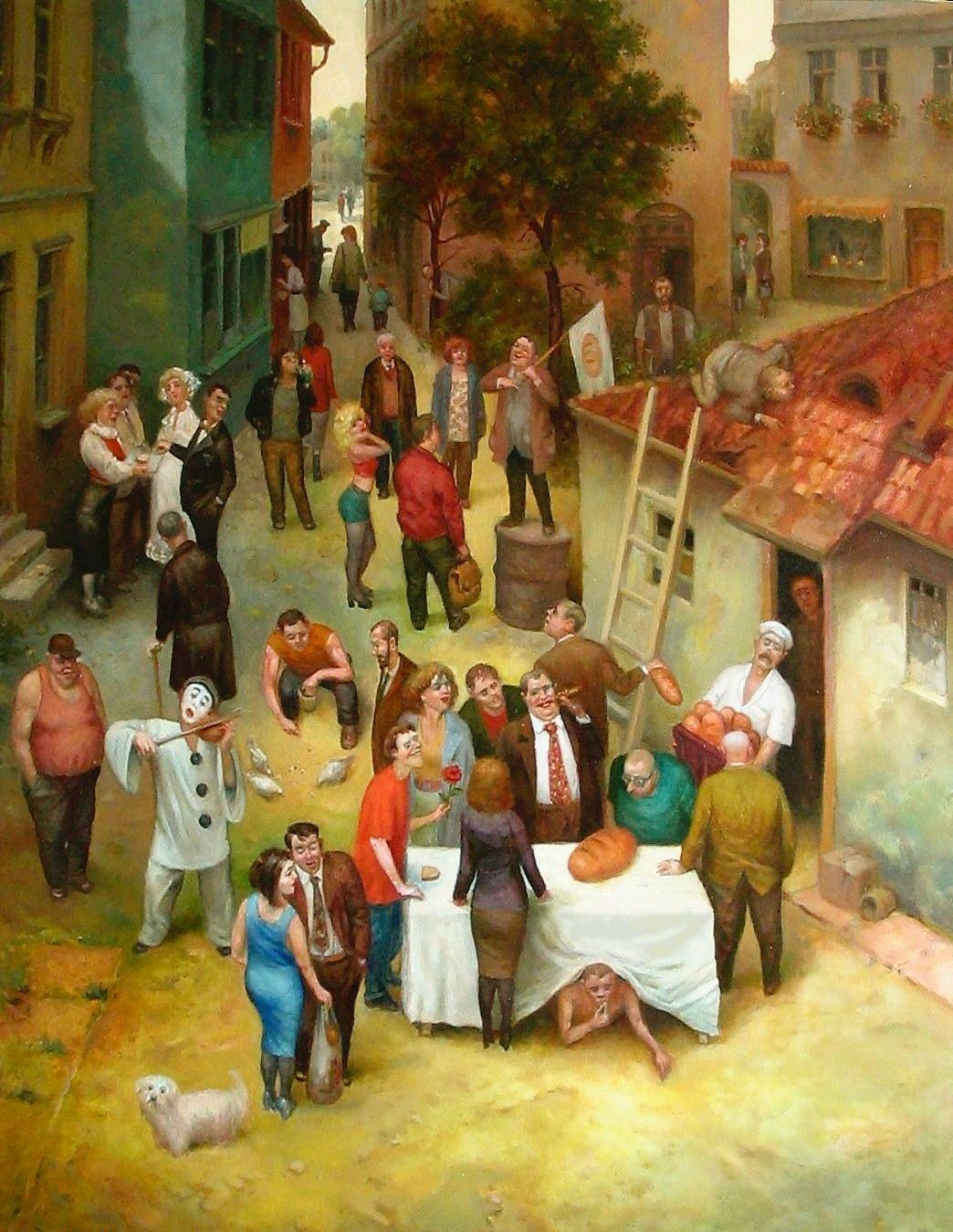
"Chleb" 92x73 cm 2005 r. olej na płótnie

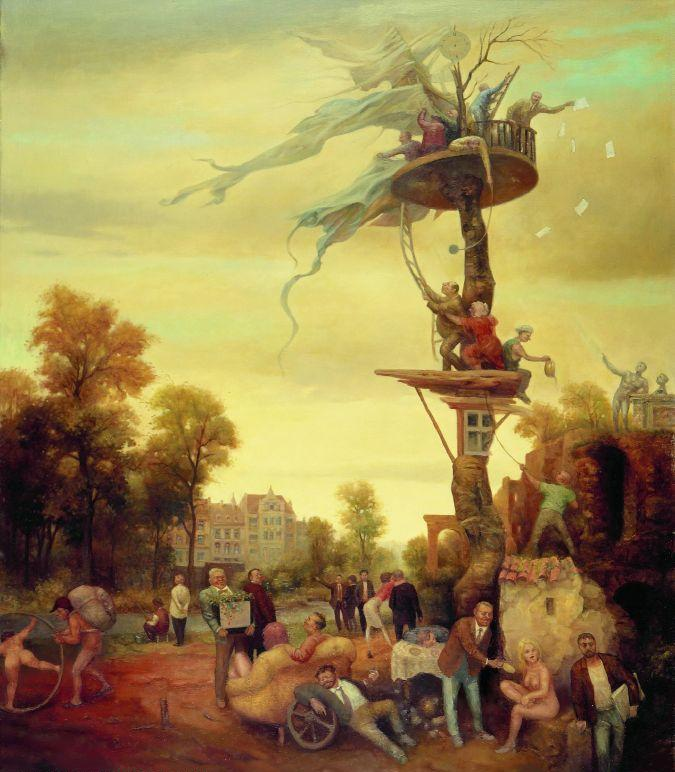
"Koło niedorzeczności" 120x100 cm 2001 r. olej na płótnie

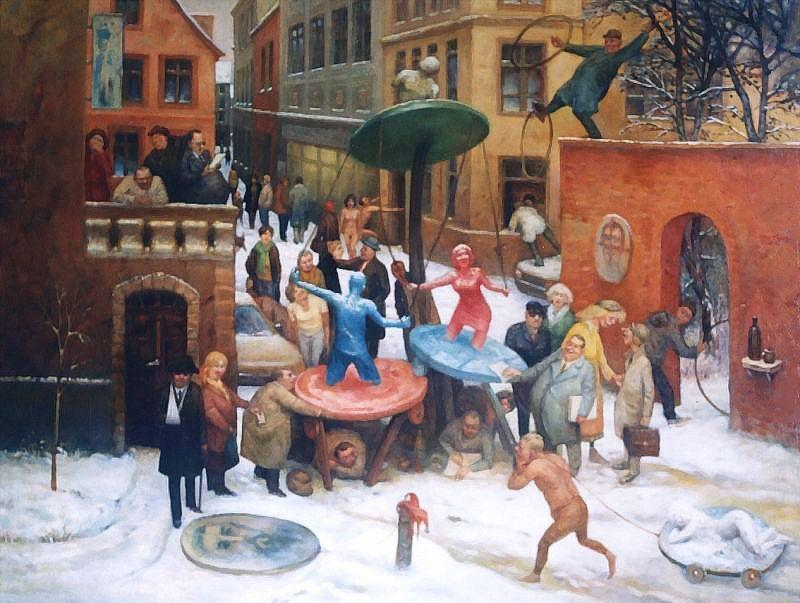
"Skołowani" 65x81 cm 2003 r. olej na płótnie

Jarosław Miklasiewicz (ur. w 1948 w Poznaniu) – polski malarz. Malarstwo uprawia od ok. 1972 roku. Posiada uprawnienia na wykonywanie zawodu artysty plastyka w dziedzinie malarstwa.
Prace Jarosława Miklasiewicza znajdują się w kilku muzeach oraz w prywatnych kolekcjach w kraju i zagranicą.

## Wystawy zbiorowe
- Ogólnopolski Konkurs pn. "Pejzaże wiejskie" - Poznań 1974 r.
- I Ogólnopolska Wystawa Konkursowa "Sport w Sztuce" - Katowice lipiec 1976 r. oraz wystawy pokonkursowe w: Lipsk, Halle, Böhlen, Bornie, Sofia 1977 r.
- Wystawa Kolekcji Ludviga Zimmerera w Niemczech 1979 r.
- II Ogólnopolska Wystawa Konkursowa "Sport w Sztuce" - Katowice 1980 r.
- K.M.P. i K. - 35-lecia powstania K.M.P. i K. - Poznań 1985 r.
- Międzynarodowe Targi Sztuki "Interart" w Poznaniu - coroczne, od 1985 do 1989 r.
- Międzynarodowe Targi Poznańskie - 1987 r.
- XIV Ogólnopolski Konkurs Malarski na Obraz im. J. Spychalskiego.
- Flandryjskie Targi Sztuki w Gandawie wrzesień 1988 r.
- Galerij Polart i Art Parents Fundation - Gandawa 1990 r.
- Międzynarodowe Targi Sztuki Figuratywnej - Genewa - 1992 i 1993 r.
- "Paleta Erosa" - Teatr Wielki w Poznaniu 2002 r.
- Pałac Królikarnia - wystawa pokonkursowa Obraz Roku 2003 - Warszawa, 27.03-18.04 2004 r.
- Wernisaż literacko-plastyczny organizowany przez Artpub Galerię 14 kwietnia 2012 w Poznaniu.
- Wystawy poplenerowe - Gorzów Wlkp., Sieraków i inne od 1998 r.

## Wystawy indywidualne
- Klub M.P.i K. Poznań - czerwiec 1981 r.
- Galeria "Nowa" (Teatr Nowy) w Poznaniu, marzec 1982 r
- Galeria Grażyny Hase w Warszawie, lipiec 1982 r.
- Biuro Wystaw Artystycznych (BWA) w Koninie, marzec - kwiecień 1984 r.
- Klub M.P.i K. Poznań - listopad 1984 r.
- Galeria Współczesna P.P. "Desa" w Poznaniu 9 grudnia 1984 r.
- Galeria Pracowni Sztuk Plastycznych oraz Wyższej Szkoły Pedagogicznej Zielona Góra, luty 1985 r.
- Galeria Grażyny Hase w Warszawie, 1985 r.
- Galeria Współczesna P.P. "Desa" w Poznaniu 1988 r.
- Galeria Państwowego Teatru im. Aleksandra Fredry w Gnieźnie, październik 1992 r.
- Galeria "Profil" (Zamek) w Poznaniu, 1992 r.
- Klub "SARP" w Poznaniu, marzec 1993 r.
- Muzeum Okręgowe w Radomiu, maj 1997 r.
- Krynica-Zdrój - lipiec 1997 r.
- Galeria "Punkt" Zielona Góra, styczeń 2000 r.
- Poznańska galeria "Nowa" - Poznań, czerwiec 2001 r.
- BWA w Lesznie, sierpień - wrzesień 2001 r.
- Galerie d'Art L. Macaka - Kraków, sierpień 2003 r.

## Nagrody, konkursy
- Wyróżnienie na Ogólnopolskim Konkursie pn. "Pejzaże Wiejskie" - 1974 r.
- W 1987 roku II nagroda w XIV Ogólnopolskim Konkursie Malarskim na Obraz im. J. Spychalskiego - organizator m.in. Kultury i Sztuki, Wydział Kultury i Sztuki Urzędu Wojewódzkiego oraz Miejskiego w Poznaniu, Biuro Wystaw Artystycznych w Poznaniu i in. oraz II Nagroda Fundowana P.P. Sztuki Polskiej, Biuro Wystaw Artystycznych w Poznaniu i in. oraz II Nagroda Fundowana P.P. Sztuki Polskiej.
- Nagroda Miasta Poznania w dziedzinie Kultury i sztuki - 1988 r.
- Finał Konkursu na Obraz Roku 2003–2004 r.